# Хомун (муниципалитет)
Хому́н или Ому́н (исп. Homún) — муниципалитет в Мексике, штат Юкатан, с административным центром в одноимённом городе. Численность населения, по данным переписи 2010 года, составила 7268 человек.

## Общие сведения
Название Homún с майянского языка можно перевести как пять юнцов, где ho — пять, и mun — юный, недозрелый.
Площадь муниципалитета равна 200 км², что составляет 0,5 % от общей площади штата, а наивысшая точка — 21 метр над уровнем моря, расположена в поселении Кампепен.
Он граничит с другими муниципалитетами Юкатана: на севере с Сее и Окабой, на востоке с Санахкатом и Хухи, на юге с Текитом, и на западе с Текохом и Кусамой.

## Учреждение и состав
Точной даты образования муниципалитета в исторических записях не сохранилось, однако упоминается, что в 1825 году город Хомун входит в состав муниципалитета Сосута, а в 1829 году в состав муниципалитета Хомун входит Сутупиль. В 2010 году в состав муниципалитета входило 10 населённых пунктов, самые крупные из которых:
| Код INEGI                  | Населённый пункт                                                            | Численность населения (2005 год) | Численность населения (2010 год) |
| -------------------------- | --------------------------------------------------------------------------- | -------------------------------- | -------------------------------- |
| 036                        | Всего                                                                       | 6951                             | 7257                             |
| 0001                       | Хомун (исп. Homún) 20°44′19″ с. ш. 89°17′06″ з. д. (административный центр) | 5826                             | 6146                             |
| 0012                       | Сан-Исидро-Очиль (исп. San Isidro Ochil) 20°38′10″ с. ш. 89°20′32″ з. д.    | 937                              | 965                              |
| 0010                       | Полабан (исп. Polabán) 20°44′00″ с. ш. 89°13′06″ з. д.                      | 77                               | 75                               |
| —                          | Прочие                                                                      | 111                              | 71                               |
| Названия на карте Генштаба |                                                                             |                                  |                                  |

## Экономика
По статистическим данным 2000 года, работоспособное население занято по секторам экономики в следующих пропорциях:
- производство и строительство — 42 %;
- торговля, сферы услуг и туризма — 33,3 %;
- сельское хозяйство и скотоводство — 23,9 %;
- безработные — 0,8 %.

## Инфраструктура
По статистическим данным 2010 года, инфраструктура развита следующим образом:
- протяжённость дорог: 99,4 км;
- электрификация: 97,5 %;
- водоснабжение: 97,3 %;
- водоотведение: 47 %.

## Достопримечательности
В муниципалитете можно посетить следующие объекты:
- храм Святого Бонавентура, построенный в XVII веке;
- храм Апостола Сантьяго;
- бывшая асьенда Полабан;
- несколько археологических памятников цивилизации майя.

## Фотографии

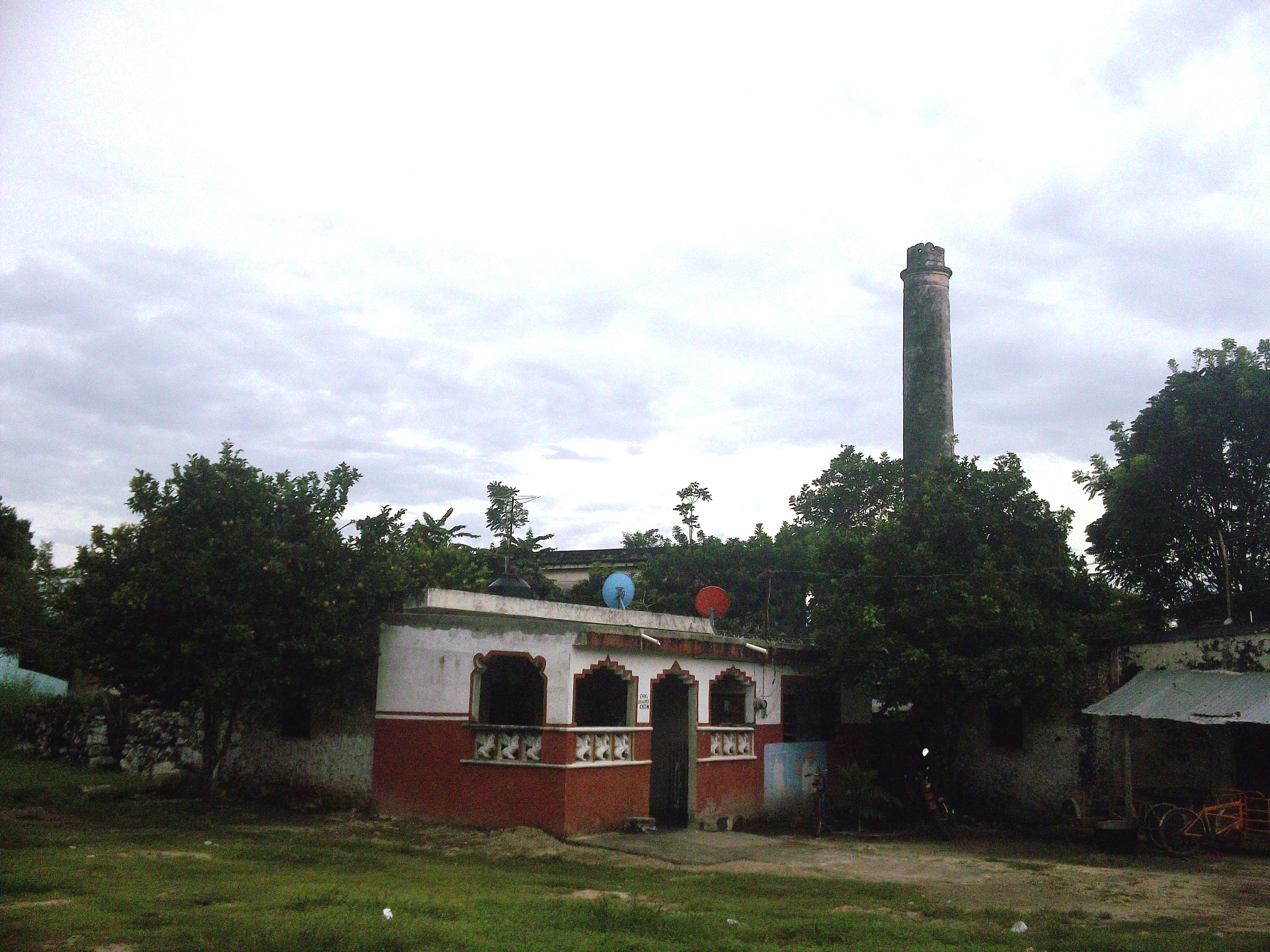
Бывшая асьенда Сан-Исидро-Очиль
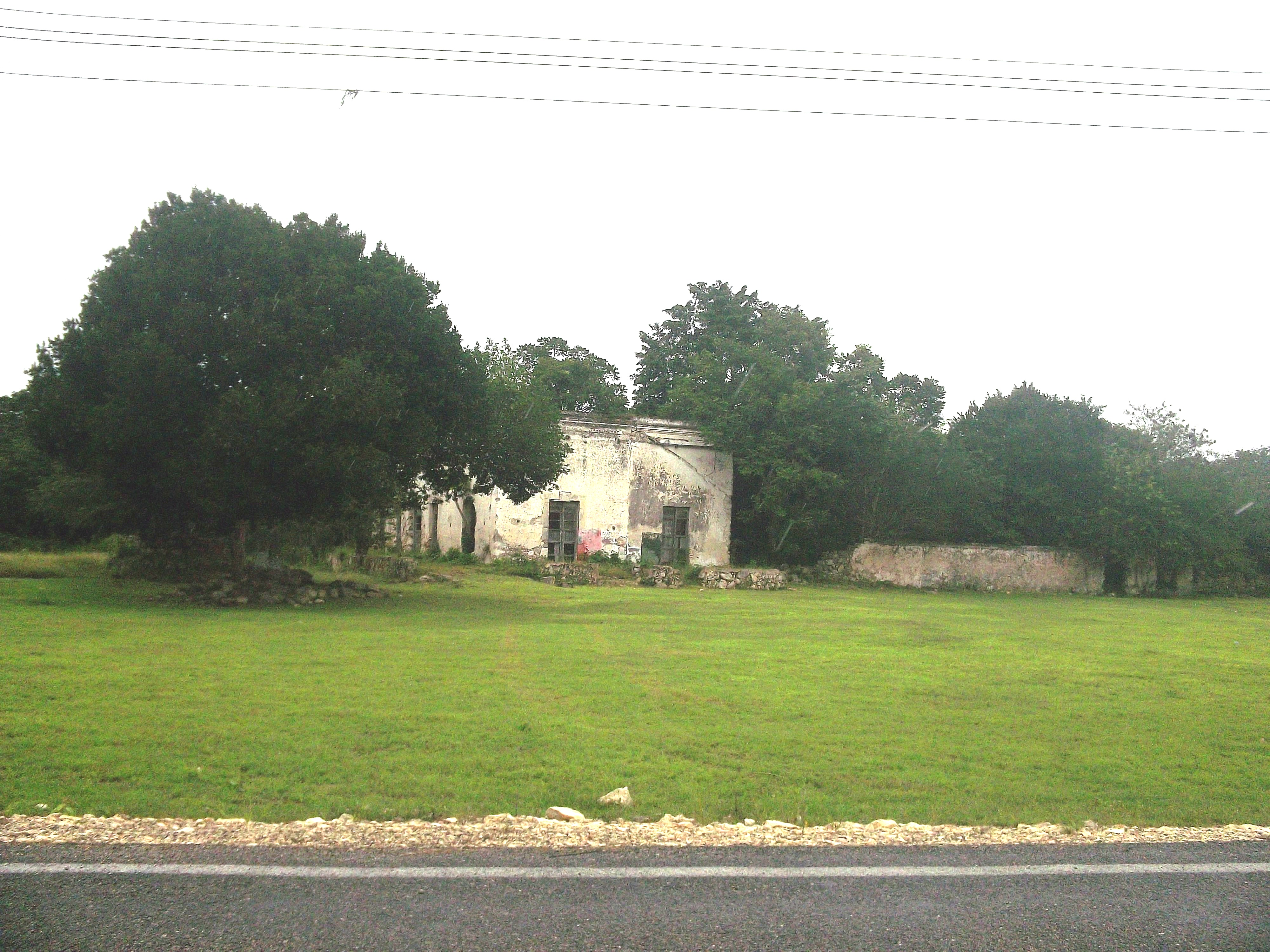
Заброшенная асьенда Полабан
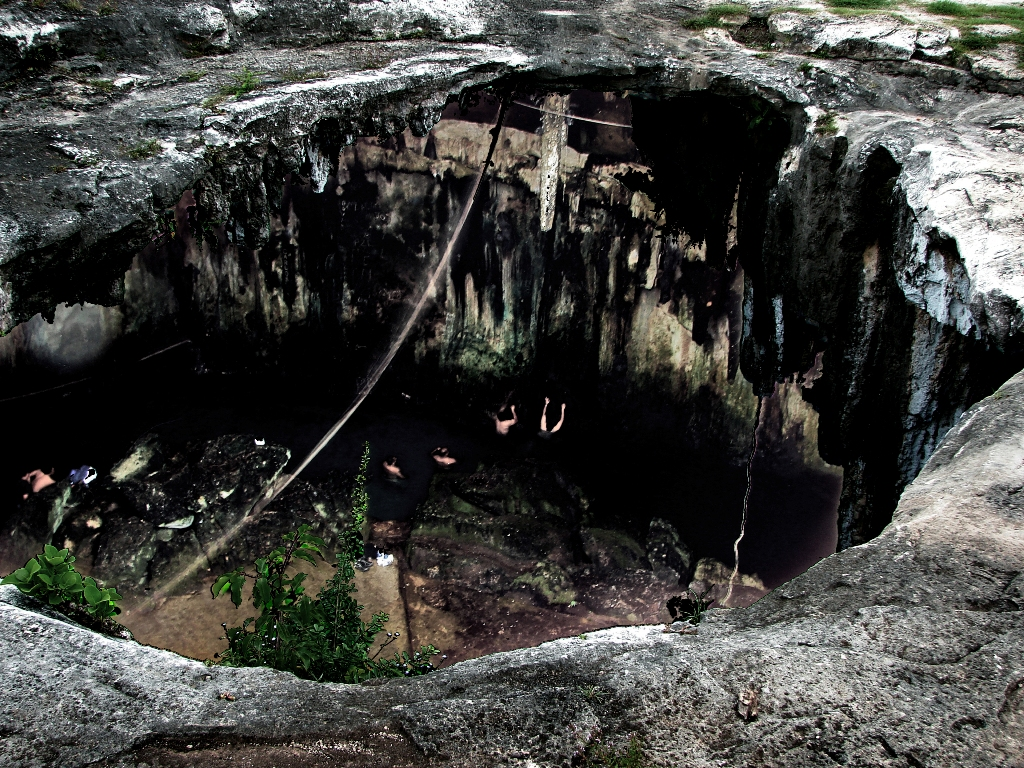
Один из сенотов в муниципалитете